# Зинеевка
Зинеевка — Деревня в Угранском районе Смоленской области России. Входит в состав Угранского городского поселения. 
Население — не населена (2012 год).
Расположена в юго-восточной части области в 15 км к юго-восточнее от Угры, в 22 км восточнее автодороги Знаменка-Спас-Деменск, на берегу реки . В 13 км к западу от деревни находится железнодорожная станция Вертехово на линии Торжок-Брянск.

## История
В годы Великой Отечественной войны деревня была оккупирована гитлеровскими войсками в октябре 1941 года, освобождена в марте 1943 года.